# Altara
Altara is een natie in het zuidwesten van de Oude Wereld uit de veertiendelige boekenserie het Rad des Tijds geschreven door Robert Jordan

De vlag van Altara

De vlag van Huis Mitsobar

Altara wordt begrensd door: Illian, de Zee der Stormen, Amadicia, Geldan en Morland. De hoofdstad van Altara is Ebo Dar.
Het gezag van de koningin bevat alleen deze stad en enkele mijlen daarbuiten, voor de rest is Altara net als Morland een verzameling semi-onafhankelijke staatjes.
Sinds de Witmanteloorlog is een streek van Altara langs de Eldar verlaten, waaronder het dorp Salidar.
Altara is in de boekenserie het thuis van verschillende belangrijke instanties:
De Kinsvrouwen, Wijzevrouwen, Salidar Aes Sedai en een groot aantal Draakgezworenen. Deze groepering binnen Altara is een van de weinige die niet onder controle staat van "De Profeet", oftewel Masema.
In een Kroon van Zwaarden wordt Ebo Dar ingenomen door de Seanchanen, waarna deze snel verder oprukken en het hele zuiden van Altara bezetten. Dit als onderdeel van de Corenne (Seanchaanse term), de Terugkeer naar de Oude Wereld.
Als antwoord hierop krijgt Altara nog een zware strijd te verduren wanneer Rhand Altor, de Herrezen Draak, met een leger en de Asha'man de Seanchanen enkele raken klappen uitdeelt en hen terugslaat op Ebo Dar.
Doordat Rhand de controle over Saidin verliest wanneer hij Callandor hanteert, ontwikkelt zich echter een wapenstilstand, waarmee de Seanchanen in bezit blijven van Ebo Dar.
Aiel-woestijn · Altara · Amadicia · Andor · Arad Doman · Arafel · Cairhien · Eilanden van het Zeevolk · Falme · Geldan · Illian · Kandor · Land van de Waanzinnigen · Malkier · Mayene · Morland · Saldea · Seanchan · Shara · Shienar · Tarabon · Tar Valon · Tyr · de Verwording